# Ульяновский сельский совет (Гребёнковский район)
Ульяновский сельский совет (укр. Ульяновська сільська рада) — входит в состав
Гребёнковского района
Полтавской области
Украины.
Административный центр сельского совета находится в 
с. Почаевка.

## Населённые пункты совета
- с. Почаевка
- с. Беседовщина
- с. Сотницкое
- с. Новосёловка
- с. Скочак